# Адміністративний устрій Козельщинського району
Адміністративний поділ Козельщинського району — адміністративно-територіальний поділ Козельщинського району Полтавської області на 1 селищну громаду, 1 селищну раду і 8 сільських рад, які об'єднують 80 населених пунктів.

## Список громадКозельщинського району
| № | Назва                           | Центр             | Населені пункти | Площа км² | Місце за площею | Населення (2001), чол. | Місце за населенням |
| - | ------------------------------- | ----------------- | --- | --------- | --------------- | ---------------------- | ------------------- |
| 1 | Козельщинська селищна громада   | смт Козельщина    | смт Козельщина с. Андрійки с. Булахи с. Бутоярівка c. Верхня Мануйлівка с. Вільне с. В'язівка с. Ганнівка с. Глибока Долина с. Дяченки с. Загребелля с. Задовга с. Калашники с. Кащівка с. Квіти с. Костівка с. Лозки c. Лутовинівка с. Майорщина с. Миргородщина c. Михайлики с. Нижня Мануйлівка с. Нова Україна с. Ольгівка с. Омельниче с. Павлівка с. Панасівка с. Пашенівка c. Пашківка с. Підгорівка c. Пригарівка c. Приліпка c. Рибалки с. Сухий Кобелячок с. Сушки с. Харченки c. Хорішки с. Цибівка с. Чорноглазівка с. Юрки с. Юрочки |           |                 |                        |                     |
| 2 | Новогалещинська селищна громада | смт Нова Галещина | смт Нова Галещина с. Бондарі с. Василенки с. Велика Безуглівка с. Горбані с. Заруддя с. Остапці с. Ревівка |           |                 |                        |                     |

## Список сільських радКозельщинського району
| № | Назва                           | Центр               | Населені пункти                                                                                     | Площа км² | Місце за площею | Населення (2001), чол. | Місце за населенням |
| - | ------------------------------- | ------------------- | --------------------------------------------------------------------------------------------------- | --------- | --------------- | ---------------------- | ------------------- |
| 1 | Бреусівська сільська рада       | c. Бреусівка        | c. Бреусівка с. Винники с. Красносілля с. Новоселівка с. Олександрівка Друга с. Хмарине с. Чечужине |           |                 |                        |                     |
| 2 | Василівська сільська рада       | c. Василівка        | c. Василівка с. Вишняки с. Гайове с. Зоряне с. Олександрівка с. Трудовик                            |           |                 |                        |                     |
| 3 | Високовакулівська сільська рада | c. Висока Вакулівка | c. Висока Вакулівка с. Довге с. Мар'янівка с. Юрівка                                                |           |                 |                        |                     |
| 4 | Говтвянська сільська рада       | c. Говтва           | c. Говтва с. Буняківка с. Киселівка с. Плавні                                                       |           |                 |                        |                     |
| 5 | Мальцівська сільська рада       | c. Мальці           | c. Мальці с. Улинівка                                                                               |           |                 |                        |                     |
| 6 | Оленівська сільська рада        | c. Оленівка         | c. Оленівка с. Бригадирівка с. Дзюбанівка с. Калинівка                                              |           |                 |                        |                     |
| 7 | Пісківська сільська рада        | c. Піски            | c. Піски с. Бутенки с. Йосипівка с. Книшівка                                                        |           |                 |                        |                     |
| 8 | Солоницька сільська рада        | c. Солониця         | c. Солониця с. Верхня Жужманівка с. Нижня Жужманівка с. Павлики с. Шевченки                         |           |                 |                        |                     |

* Примітки: м. - місто, смт - селище міського типу, с. - село

## Колишні населені пункти
- Шепелівка († 1986)
- Зоряне († 2013)